# Полонский, Артур Морицевич
Арту́р Мо́рицевич Поло́нский (29 ноября 1899, Киев — 1989, Москва) — советский композитор, пианист, дирижёр. Заслуженный деятель искусств РСФСР (1985).
Самым известным его произведением стал фокстрот «Цветущий май», вышедший в 1948 году.

## Биография
Родился в 1899 году в семье знаменитого кантора Моисея Гедальевича Полонского(1866-1936) и Цецилии Полонской
В 1938 году родилась дочь, Маргарита Артуровна Полонская (в замужестве Владимирова-Клячко).
Жена - Мария Исааковна Полонская
В 1913—1916 годы играл в киевских уличных оркестрах.
В 1917 году поступает в Киевскую консерваторию, где учится одновременно в друх классах — композиции в классе Р. М. Глиэра и фортепиано у Г. Н. Беклемишева.
В конце декабря 1919 года, когда в город вошли части Красной армии, Полонский вступает в её ряды. Его делают сначала заведующим музыкальной частью, а затем председателем клуба батальона, где ему пришлось быть и руководителем самодеятельного хора, и играть на рояле, и аккомпанировать.
В 1922 году в Ростов-на-Дону демобилизовался и, пройдя конкурс, стал пианистом Сада имени Карла Маркса. И вскоре с успехом аккомпанирует Изабелле Юрьевой в её дебютном концерте.
В 1923 году заявил о себе как композитор.
В 1924—1925 годы — тапёр в кинотеатрах Киева.
В 1925 году переехал в Москву. С того же времени, один из первых в СССР, стал писать джазовую музыку. Из многочисленных столичных издательств он выбрал издательство «АМА» — Ассоциация московских авторов.
В 1925—1931 годы — пианист-аккомпаниатор, тапёр. Издавал собственные сочинения.
В 1931—1935 годы — руководитель джаз-оркестра ресторана «Гранд-отель».
В 1940—1941 годы — руководитель Теа-джаз-оркестра Центрального дома гражданского воздушного флота (Теа-джаз ЦДГВФ).
В 1942—1946 заведующий музыкальной частью и руководитель джаз-оркестра Тульского областного драматического театра.
В 1946—1963 годы — редактор Всесоюзного Дома звукозаписи.
В 1963—1989 годы — редактор музыкальных сборников.
Умер 14 сентября 1989 года в Москве.